# Conquista, Minas Gerais
Conquista este un oraș în unitatea federativă Minas Gerais (MG), Brazilia.